# Ohiolepis newberryi
Ohiolepis newberryi (Огайолепіс) — викопний вид акул вимерлого ряду Кладоселяхоподібні (Cladoselachiformes). Акула існувала у ранньому та середньому девоні. Вона мала космополітичне поширення. Скам'янілі рештки виду знайдені в Європі, Азії та Австралії.